# Whiteside County
Whiteside County är ett county i delstaten Illinois, USA. År 2010 hade countyt 58 498 invånare. Den administrativa huvudorten (county seat) är Morrison. 

## Geografi
Enligt United States Census Bureau har countyt en total area på 1 805 km². 1 774 km² av den arean är land och 32 km² är vatten.

### Angränsande countyn
- Carroll County - nord
- Ogle County - nordost
- Lee County - öst
- Bureau County - sydost
- Henry County - syd
- Rock Island County - sydväst
- Clinton County, Iowa - väst